# 케이트 레스
케이트 레스(영어: Kate Leth, 1988년 9월 29일 ~ )는 캐나다의 만화가이다. 《어드벤처 타임》 코믹스와 마블 코믹스의 《패치 워커, 일명 헬캣》, 다이너마이트 코믹스의 《뱀피렐라》 온고잉 등의 스토리를 썼다.